# 桑名宗社
桑名宗社（くわなそうしゃ）は、三重県桑名市本町にある神社。通称は春日神社（かすがじんじゃ、春日さん）。桑名の総鎮守社。
桑名神社（三崎大明神）と中臣神社（春日大明神）の両社からなり、ともに延喜式神名帳の伊勢国桑名郡に記載されている式内社である。旧社格は県社。8月に行われる石取御神事（石取祭）はユネスコ無形文化遺産「山・鉾・屋台行事」を構成する祭りの一つである。

## 概要
当初は桑名神社一社があり、後に中臣神社が境内に遷座し、二社合社となった。現在も本殿は二宇あり、拝殿を共有する構造になっている。拝殿の礼拝所はそれぞれの本殿に対応する形で左右に分かれており、向拝、鈴、賽銭箱等も一組ずつ設けられている。神紋も異なる。桑名宗社は永仁4年（1296年）、奈良春日神社から春日四柱神を勧請合祀したことをきっかけに、以降は春日神社と呼ばれていた。

## 名称
桑名宗社には幾つかの名称がある。

### 桑名宗社（公称）
神社は桑名宗社を正式名称として使用している。

### 春日神社（俗称）
国土地理院の地理院地図をはじめとした、Google マップやMapion等の地図サイトにおける表示名は「春日神社」である。
御車祭奏楽の保存継承団体名称は「春日神社玉鉾会」である。
神社はこれを俗称と位置づけ、「春日さん」という親称とともに積極的に使用している。

### 桑名神社・中臣神社（近年までの正式名称）
神社明細帳に基づく府県郷社明治神社誌料等では両社名を合成せず、横に並べる形で記載している。
三重県が指定する文化財の所在地名称は、「桑名神社・中臣神社」又は「桑名・中臣神社」である。
桑名市教育委員会が指定する文化財の所在地名称は、「春日神社（桑名・中臣神社）」又は「桑名・中臣神社」である。

### 桑名神社・中臣神社（三重県神社庁による名称）
三重県神社庁の神社一覧には「桑名神社」「中臣神社」がそれぞれ別個の神社として記載されている。

## 祭神

### 主神（桑名神社）
- 天津彦根命
- 天久々斯比乃命（あめのくぐしびのみこと）

### 主神（中臣神社）
- 天日別命（あめのひわけのみこと）

### 相殿（中臣神社）
建御雷神、斎主命、天兒屋根命、比賣神（春日四柱神）
桑名神社の主神は、桑名首（おびと）の祖神二座である。延喜式神名帳には「桑名神社二座」と記載がある。桑名宗社とは、桑名の総鎮守として桑名首の祖神を祀っていることから名付けられたという。
中臣神社の主神は、伊勢国造の祖神である。延喜式神名帳には「中臣神社」と記載がある。元は鹿島神宮の武甕槌大神が春日大社に神幸した際の旧蹟に創祀され、後に桑名神社に合祀されたという。
春日四柱神は永仁4年（1296年）、春日大社から中臣神社に勧請された。

## 境内社

### 境内社（主な5社）
府県郷社明治神社誌料に以下の5社と注釈が記載されている。
皇大神宮御分霊所（皇大神宮御分霊社）
- 明治40年（1907年）村社泡州崎八幡神社、村社北市場八幡神社及境内社三社を合祀。

八重垣神社
- 明治40年（1907年）無格社廿二社及境内十五社を合祀。

金刀比羅社
- 明治40年（1907年）無格社四社及境内社一社を合祀。

伊奈利社（稲荷社、正一位春日稲荷大明神）
- 明治40年（1907年）無格社一境内社一を合祀。

住吉神社
- 明治40年（1907年）無格社一境内社二を合祀。

### その他の境内社
母山神社
桑名東照宮
- 祭神は徳川家康。本多忠刻に嫁いだ千姫（家康の孫）が元和3年（1617年）に春日神社（桑名宗社）に勧請したと伝わる[4]。社殿が1701年（元禄14年）2月にいったん焼失したため、春日神社境内にあった神宮寺（1870年（明治3年）廃寺）にて祀られていたが、明治以後は再び春日神社に移され、現在に至る[5]。大坂の陣後に江戸へ戻る途中、七里の渡しで美男子の忠刻を見初めた千姫が、家康へ忠刻との再婚を懇願して認められたことを感謝して建立したとされることから、良縁や子宝を求める人々が参拝している[6]。

## 歴史
創建年代は、府県郷社明治神社誌料では「詳ならず」とされている。
社伝では、当初は旧桑部村にあり、景行天皇40年から45年にかけて宮町、宝殿町と遷座し、現在の本町に鎮まったという。神名帳考証再考には旧地は桑部村糠田（桑名市額田付近）であったと記されている。伊勢参宮名所図会には、天武天皇が壬申の乱で当地から尾張美濃に渡海する時、「此地の地主にして沙羯羅龍王の女妙吉祥」が現れ、「本地は十一面観音、垂迹は三種の神宝」であることから「三崎明神」と称し、虚空に飛び去ったという伝承が記されている。
中臣神社は神護景雲3年（769年）、旧上野村（桑名市上野付近）の「山上」に創祀されたという。
延長5年（927年）、延喜式神名帳に桑名神社二座と中臣神社が記載された。
正応2年（1289年）、中臣神社が桑名神社の境内に遷座した。なお、中臣神社は「北桑名総社・北桑名神社」（北桑名神社）に合祀されたという意見もあるため、式内中臣神社としては北桑名神社とともに論社である。桑名神社二座については異説はない。
永仁4年（1296年）、中臣神社が春日神四柱を勧請し、春日大明神（春日さん）と呼ばれるようになった。
慶長6年（1601年）、徳川幕府より神領百石が「春日領」として寄進された。伊勢参宮名所図会に、中臣神社は「公より社領御寄附領主も尊敬有て、当社第一の神社なり」とある。
明治8年（1875年）、近代社格制度において郷社に列格した。なお、神宮寺仏眼院は旧別当だった。
明治14年5月（1881年）、県社に昇格した。
昭和20年（1945年）、戦災により社殿、楼門等の建造物を失った。
昭和29年（1954年）、拝殿が再建された。
昭和59年（1984年）、本殿及び幣殿が再建された。
平成7年（1995年）、春日神勧請七百年祭記念事業として楼門が再建された。扁額は「桑名宗社」。

## 境内
- 社殿
- 拝殿
- 楼門（随神門） - 天保4年（1833年）に松平定永によって建立されたが、1945年（昭和20年）に桑名空襲で焼失した。1995年（平成7年）に再建された[8]。
- 青銅鳥居
- 「山口誓子句碑」
- 「千葉兎月句碑」

## 祭事

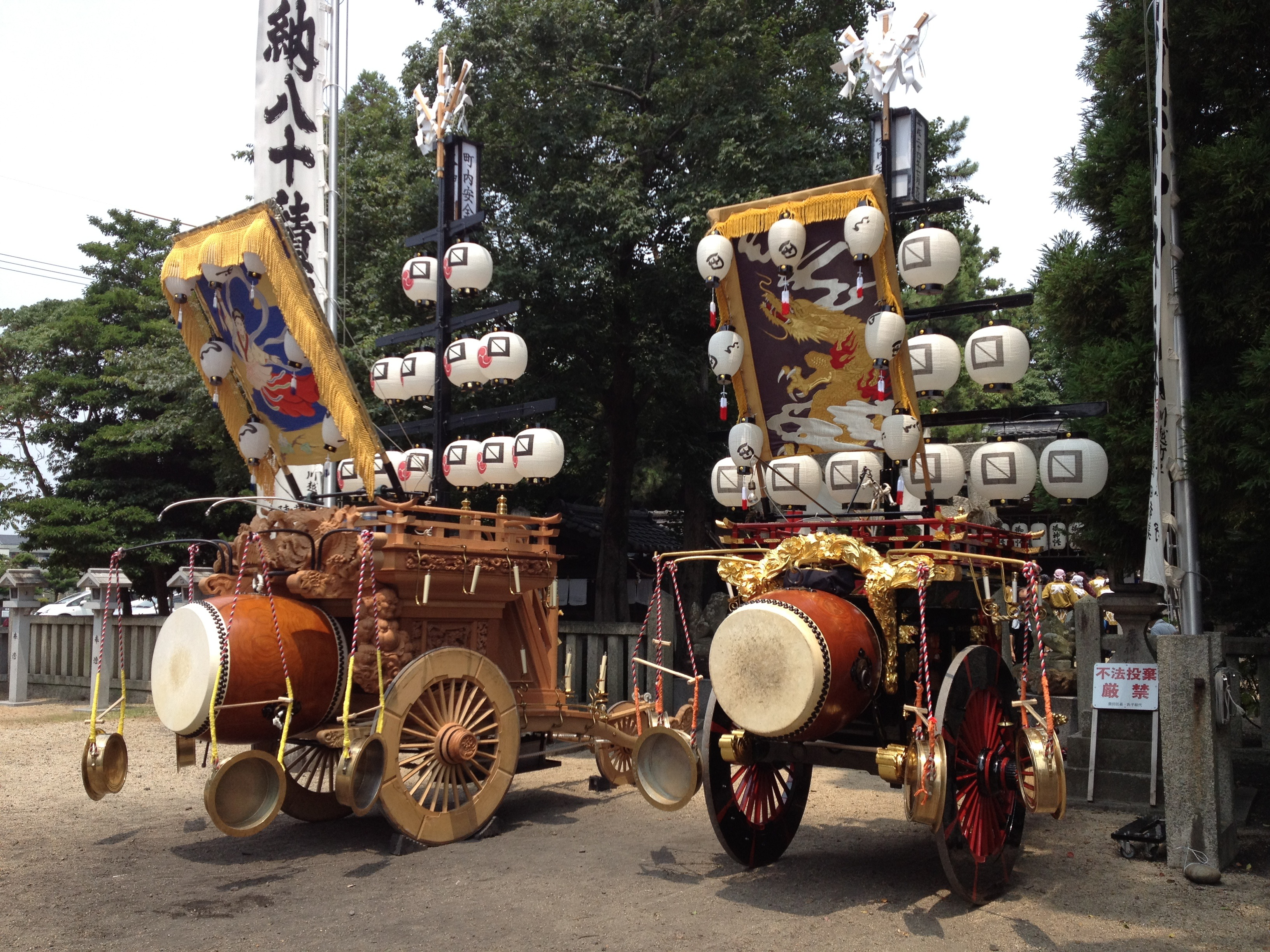
この写真は桑名石取祭ではなく、川越町石取祭のものです。

- 8月第一日曜 - 石取御神事（石取祭）。
- 8月17日 - 桑名神社例大祭。
- 9月17日 - 中臣神社例大祭。

## 文化財

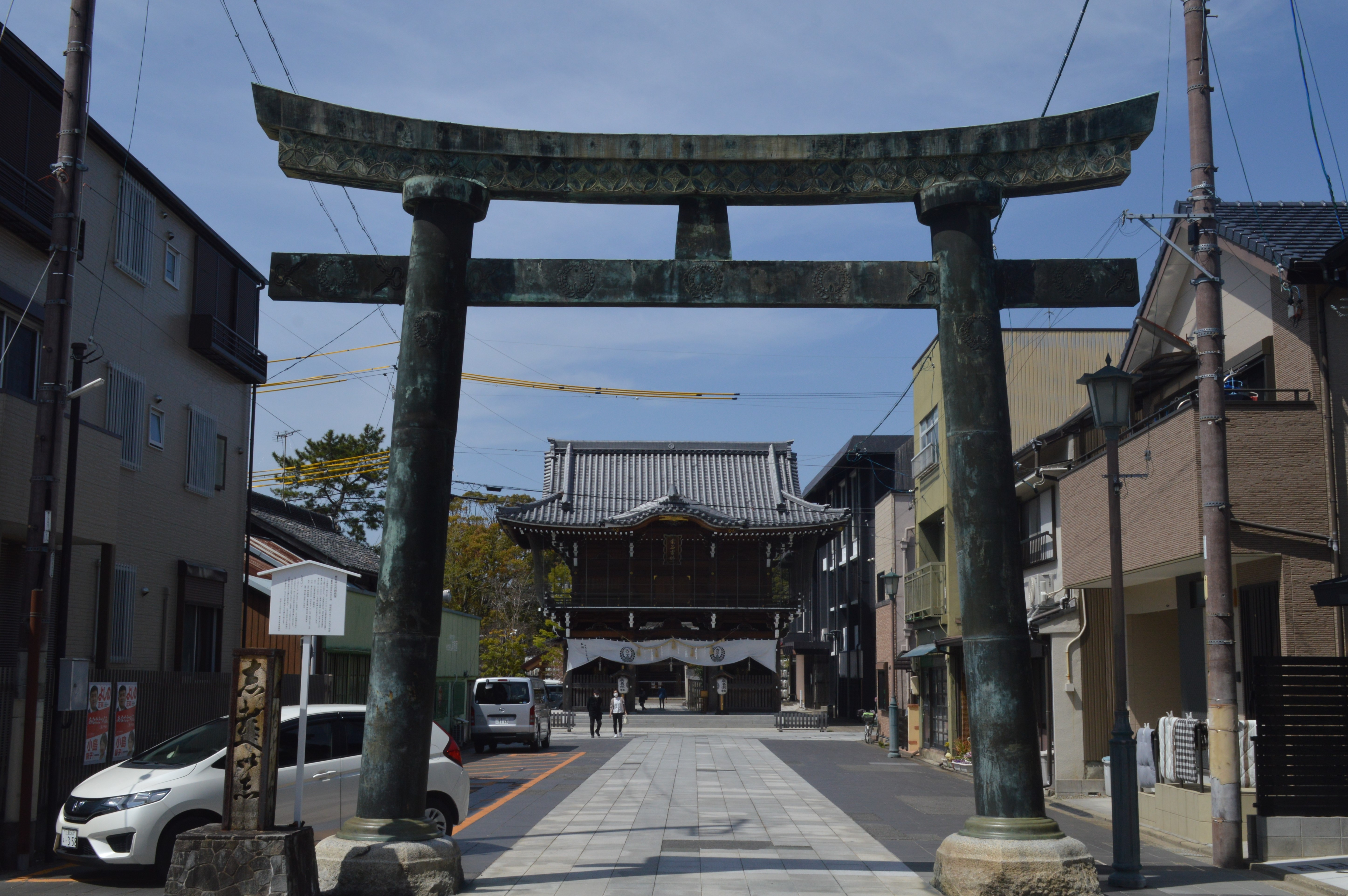
青銅鳥居（県指定文化財）

### 国指定
- 「桑名石取祭の祭車行事」。無形文化財（重要無形文化財）。2007年（平成19年）3月7日指定[9][10]。「山・鉾・屋台行事」を構成する祭りとしてユネスコ無形文化遺産。

### 県指定
- 「銅鳥居」（青銅鳥居[8]）。有形文化財。1965年（昭和40年）12月9日指定[11]。
- 「太刀 銘 勢州桑名藤原千子正重 寛文元年十二月及び同二年正月」。有形文化財（工芸品）。2016年（平成28年）2月3日指定[11]。
- 「太刀 銘 勢州桑名郡益田庄藤原朝臣村正作 天文十二年五月 附 四弁花繋文錦包糸巻太刀拵」。有形文化財（工芸品）。2016年（平成28年）2月3日指定[11]。

### 市指定
- 「銅鏡及び古鈴」。有形文化財（考古資料）。1963年（昭和38年）4月22日指定[11]。
- 「絹本着色 東照神君画像」。有形文化財（絵画）。1966年（昭和41年）11月22日指定[11]。
- 「松尾芭蕉真蹟短冊」。有形文化財（書跡）。1966年（昭和41年）11月22日指定[11]。
- 「御車祭奏楽」。民俗文化財（無形民俗文化財）。1966年（昭和41年）11月22日指定[11]。

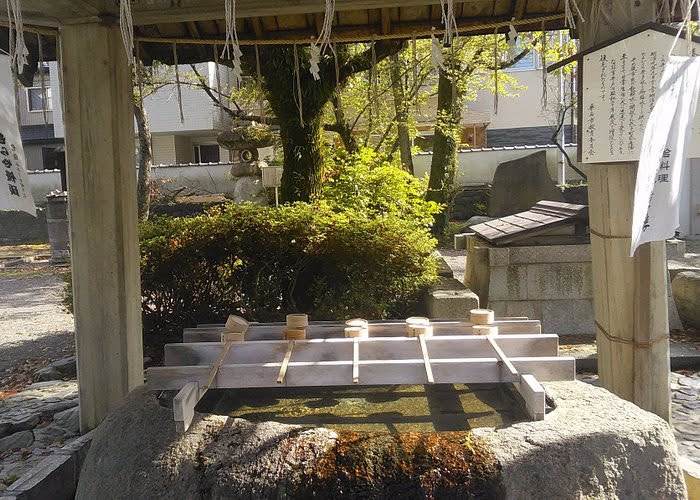
春日神社御膳水井

- 春日神社御膳水井「春日神社御膳水井 附 桑名藩より御膳水通達書」[8]。民俗文化財（有形民俗文化財）。1972年（昭和47年）5月24日指定。1986年（昭和61年）12月15日追加指定[11]。
- 「木造 徳川家康坐像 附 東照宮木像据置件」。有形文化財（彫刻）。1984年（昭和59年）7月10日指定。1986年（昭和61年）12月15日追加指定[11]。
- 「短刀 銘 村正」。有形文化財（工芸品）。1987年（昭和62年）5月29日指定[11]。
- 「本多美濃守殿文書」。有形文化財（古文書）。1989年（平成元年）2月20日指定[11]。
- 「権現様御代本多中務殿折紙」。有形文化財（古文書）。1989年（平成元年）2月20日指定[11]。
- 「権現様御代水谷九左衛門殿折紙」。有形文化財（古文書）。1989年（平成元年）2月20日指定[11]。

## 交通アクセス
- JR関西本線・近鉄名古屋線・養老鉄道養老線 桑名駅から三重交通バスで「本町」バス停下車、徒歩で約5分。